# Малютянка
Малютянка (укр. Малютянка) — село, входит в Фастовский район Киевской области Украины.
Почтовый индекс — 08158. Телефонный код — 4598 Занимает площадь 10,274 км².
Находится в Боярской ОТГ после административно-территориальной реформы 2020 года. Малютянский сельской совет контролирует соседнее село Иванков

## Местный совет
08158, Киевская обл., Фастовский район, с. Малютянка, ул. Победы, 1

## Известные люди
- В селе родился Мельник Яков Иванович — Герой Социалистического Труда.